# Taxus floridana
Taxus floridana är en barrväxtart som beskrevs av Thomas Nuttall och Chapman. Taxus floridana ingår i släktet idegranar och familjen idegransväxter. Inga underarter finns listade i Catalogue of Life.
Arten växer i norra Florida vid floden Apalachicola och dess tillflöden. Utbredningsområdet är raviner och andra branta sluttningar som sträcker sig 24 km längs floden. Regionen ligger 15 till 40 meter över havet. Marken där trädet växer är allmänt fuktig och rik på syra. Taxus floridana hittas i skogar med andra barr- och lövträd. Arten kan stå i skuggan men den är känslig för bränder. Ett annat träd som är endemiskt för samma område är Torreya taxifolia.
Under 1800-talet ersattes flera ursprungliga skogar med skogar där Pinus palustris är det enda trädet. Flera äldre exemplar av Taxus floridana användes inom skogsindustrin. Individer som står på mark som ägs av delstaten Florida brukas inte längre. Några ytor inom utbredningsområdet tillhör privatpersoner och är inte skyddade. Taxus floridana har problem att föröka sig men orsaken är okänd. Betande djur som vitsvanshjort kan skada ett träd allvarligt. I skyddszoner är jakt på hjortdjuret förbjuden och när jakt pågår i andra områden flyttar flera hjortar till dessa områden och betar på Taxus floridana. IUCN kategoriserar arten globalt som akut hotad.